# Kvodlibet
Kvodlibet (z latinského de quolibet, „cokoli“) byl typ středověké učené disputace, která se konala na univerzitách v Evropě od 13. do 16. století. Tyto veřejné debaty, organizované jednou ročně, sloužily jako platforma pro intelektuální výměnu názorů na libovolná vědecká, filozofická a teologická témata. Kvodlibety byly významným prvkem středověkého akademického života a představovaly předchůdce moderních vědeckých konferencí.

## Historie
Kvodlibety vznikly na teologické fakultě Pařížské univerzity kolem roku 1230. Původně se jednalo o teologické disputace, které se konaly před vánočními a velikonočními svátky. Postupně se však rozšířily i na fakulty svobodných umění (obdoba dnešních filozofických fakult) a staly se součástí univerzitního života po celé Evropě. První kvodlibet mimo Paříž byl organizován Johnem Peckhamem na Oxfordské univerzitě v letech 1272–1275.
Kvodlibety se konaly na přibližně 25 univerzitách v Evropě, včetně Prahy, Vídně, Bologni, Paříže a Oxfordu. Jejich geografický rozsah sahal od střední Evropy přes Francii a Itálii až po Skotsko. Poslední známé kvodlibety se konaly v 16. století, ale jejich tradice se transformovala do podoby moderních vědeckých konferencí.
Kvodlibety byly organizovány kvodlibetářem (organizátorem), který byl volen univerzitou nebo fakultou. Jeho úkolem bylo svolat učence, domluvit témata přednášek, sestavit program a zahájit akci úvodní řečí. Disputace trvaly obvykle 14 dní až měsíc a zahrnovaly přednášky, diskuse a závěrečné hostiny.
Každý den se konalo přibližně osm přednášek – čtyři dopoledne a čtyři odpoledne. Témata byla velmi rozmanitá, od přírodních věd (matematika, fyzika, medicína) přes filozofii a teologii až po esoterické otázky (např. zda astronom dokáže předvídat budoucnost). Po přednáškách následovala diskuse s publikem, které tvořili především profesoři a studenti.
Po skončení kvodlibetu byla vydána kvodlibetní kniha, která obsahovala záznamy všech přednášek a diskusí. Tyto sborníky byly uloženy v univerzitních knihovnách a sloužily jako zdroj informací pro současníky i budoucí generace. Publikační fáze kvodlibetů je považována za předchůdce moderních vědeckých publikací.
Mezi významné účastníky kvodlibetů patřili například Jan Hus, který organizoval kvodlibet v Praze roku 1411, nebo Matěj z Knína, který se podílel na pražském kvodlibetu v roce 1409. Kvodlibety navštěvovali i významní představitelé společenské elity, jako byl budoucí papež Pius II. (tehdy známý jako Silvio Piccolomini) nebo římský král.
Kvodlibety postupně zanikly v 16. století v důsledku změn ve vědeckém a akademickém prostředí. Vědci se začali více specializovat a univerzitní disputace ztratily svůj původní význam. Nicméně tradice kvodlibetů přežila v podobě moderních vědeckých konferencí, které navazují na středověkou praxi sdílení poznatků a diskusí.

## Výzkum
Kvodlibety jsou předmětem intenzivního výzkumu středověkých historiků. Jedním z nejvýznamnějších badatelů v této oblasti je český historik Ota Pavlíček, který za svůj výzkum v roce 2025 obdržel Cenu Neuron. Pavlíček a jeho tým zkoumají dochované kvodlibetní knihy a rekonstruují podobu těchto středověkých disputací. Jejich práce přispívá k lepšímu pochopení středověké vědy, vzdělání a intelektuálního života.